# العروبة والدين
كتاب العروبة والدين هو دراسة في الأفكار الأساسية للعروبة والإسلام كأسمى لحظات وعيه" (1962) هو عمل أكاديمي لإسماعيل راجي الفاروقي، نشرته دار دجامباتان ن.ف. يستكشف الكتاب مفهوم العروبة، ويدرس أبعادها التاريخية والأخلاقية والروحية، وعلاقتها بالإسلام. يصف الفاروقي العروبة بأنها جوهر التاريخ والثقافة والإيمان الإسلامي، واصفًا إياها بأنها "الروح التي تُحيي التيار وتُعطي الزخم" للقيم الإسلامية.
كان من المقرر أن يكون الكتاب المجلد الأول في سلسلة "عن العروبة"، والتي كانت تهدف إلى استكشاف موضوعات الفن والمجتمع والوجود الإنساني فيما يتعلق بالعروبة. ومع ذلك، لم تُستكمل هذه المجلدات اللاحقة حيث ركز الفاروقي في النهاية على الفكر الإسلامي الأوسع وابتعد عن الإطار المحدد للعروبة.

## ملخص
يهدف كتاب "العروبة والدين" إلى إبراز قيم العروبة وأهميتها للعرب والعالم أجمع. يُميّز الكتاب العروبة عن القومية الغربية، مُقدّمًا إياها كمفهوم شامل وعالمي قائم على قيم أخلاقية مشتركة. يتناول الفاروقي الجذور التاريخية للعروبة، وأهميتها الأخلاقية والروحية، وعلاقتها باليهودية والمسيحية والإسلام.

## خلفية
كان إسماعيل الفاروقي باحثًا في الدراسات الإسلامية، معروفًا بإسهاماته في فهم الفلسفة الإسلامية وعلم اللاهوت والتاريخ. يعكس كتاب "العروبة والدين" اهتمامه بالأبعاد الثقافية والأخلاقية للهوية العربية. نُشر الكتاب بدعم من معهد الدراسات الإسلامية بجامعة ماكجيل، حيث حصل الفاروقي على منحة لإكمال المخطوطة.

## المواضيع
يُميّز الكتاب بين العروبة والقومية الغربية، مُؤكّدًا على طابعها الشامل والشامل. يُقدّم الفاروقي العروبة كقوة تاريخية مؤثرة في التاريخ واللغة والثقافة العربية، ويُصوّرها كرسالة إلهية. ويُجادل بأن العروبة سبقت الإسلام، ولعبت دورًا حاسمًا في تشكيل تطور العالم العربي.
في تحليله، يستكشف الفاروقي النزعة الانفصالية العبرية وجذورها التاريخية، مُقارنًا إياها بالإيمان العالمي لليهودية المبكرة. ويناقش الصراع بين النزعة الانفصالية العبرية والنزعات العالمية لليهودية. تُفسّر المسيحية على أنها ردّ فعل على النزعة الانفصالية العبرية، وتُعتبر تعاليم المسيح تأكيدًا على القيم الأخلاقية والأخوة العالمية. ويبحث الفاروقي في أهمية رسالة المسيح في سياق الوعي العربي.
كما يتناول الكتاب المواقف القومية المختلفة تجاه الإسلام والعروبة، مُصنّفًا إياها إلى مدارس وصفية، ومعيارية، وواقعية. يستكشف الفاروقي انتقادات الإسلاموية من منظور قومي، مؤكدًا على كفاية القرآن للتوجيه الأخلاقي والروحي، داعيًا إلى منهج منهجي في الأخلاق الإسلامية. ويناقش المتطلبات الأساسية لاكتشاف القيم وتحقيقها في السياق القرآني.
وفي الختام، يدمج الفاروقي بين العروبة والإسلام، ويناقش ترابطهما ودور المسلمين غير الناطقين بالعربية والعرب المسيحيين. ويُقدم العروبة كنظرية عالمية تؤكد على الحياة والقيم من خلال إطار أخلاقي عالمي.

## النشر
ركّز الفاروقي في بداياته الفكرية على العروبة. جادل بأن العروبة هي جوهر الهوية ومجموعة القيم التي توحد المسلمين في أمة واحدة. آمن الفاروقي بأن اللغة العربية، لغة القرآن الكريم، أساسية لفهم المفهوم الإسلامي للعالم فهمًا كاملًا. وافترض أن العروبة لا تنفصل عن الهوية الإسلامية، إذ تشمل البعدين اللغوي والديني. وأكد مفهومه للعروبة أن الإسلام والتوحيد هديتان من الوعي العربي للبشرية، في مواجهة القومية الحديثة القائمة على العرق. كما أكد على أن إحياء الحضارة الإسلامية يستلزم إعادة ترسيخ اللغة والثقافة العربية، معتبرًا هذا الإحياء أساسيًا للوحدة الثقافية والدينية للمسلمين. جادل الفاروقي بأن "العروبة هي الحقيقة المركزية للتاريخ والإيمان والثقافة الإسلامية. إنها قديمة قدم التيار العربي نفسه، لأنها الروح التي تُحيي هذا التيار وتُعطيه الزخم". هذا المنظور يضع العروبة ليس مجرد فكرة، بل كأساس للقيم الإسلامية لدى العرب المسلمين وغير المسلمين على حد سواء.
مع تطور أبحاث الفاروقي، انتقل تركيزه من العروبة إلى إطار أوسع للفكر الإسلامي. وبينما كانت العروبة في البداية بمثابة العدسة التي نظر من خلالها إلى الهوية الإسلامية، أكد لاحقًا على أن الإسلام، وليس العروبة، هو المبدأ المنظم للفكر والمجتمع والثقافة. تخلى عن نيته السابقة لإكمال مجلدات إضافية في سلسلة "عن العروبة" حيث وجّه جهوده بشكل متزايد نحو مفهوم الأسلمة الأوسع، معتبرًا إياه أكثر شمولًا وعالمية.
أكدت أعمال الفاروقي المبكرة عن العروبة على أن اللغة العربية، كلغة القرآن الكريم، أساسية لفهم النظرة الإسلامية للعالم. اعتُبرت العروبة جزءًا لا يتجزأ من الهوية الإسلامية، وكان إحياء الحضارة الإسلامية يتطلب إعادة ترسيخ اللغة والثقافة العربية. عارض الفاروقي القومية الحديثة القائمة على العرق، وأكد أن الإسلام والتوحيد هديتان من الوعي العربي للبشرية.
نُشر كتاب "العروبة والدين" بواسطة دجامباتان ن.ف. في عام 1962. ورغم أنه كان من المفترض أن يكون الأول في سلسلة تستكشف جوانب مختلفة من "العروبة"، إلا أن المجلدات اللاحقة لم تُكتب حيث حوّل الفاروقي تركيزه نحو الفكر الإسلامي الأوسع. ومع ذلك، فقد تم استيعاب الموضوعات المتعلقة بتأثير العروبة على الفن والمجتمع والتجربة الإنسانية في أعماله اللاحقة، وإن كان ضمنيًا.

## روابط خارجية
- عن العروبة: العروبة والدين
- إسماعيل فاروقي أونلاين موقع إلكتروني يتناول حياة وأعمال الدكتور إسماعيل الفاروقي